# Bonfilsia tricolor
Bonfilsia tricolor is een keversoort uit de familie boktorren (Cerambycidae). De wetenschappelijke naam van de soort is voor het eerst geldig gepubliceerd in 1979 door Villiers.